# Danh sách quốc gia theo bình quân thu nhập
Bình quân thu nhập là thước đo tổng thu nhập sau thuế chia cho tổng số lao động làm việc. Trong bài viết này, mức lương trung bình được điều chỉnh cho chi phí sinh hoạt "sức mua tương đương" (PPP).
Phân phối tiền lương là sai lệch; đa số mọi người kiếm được ít hơn mức lương trung bình. Đối với một biện pháp thay thế, thu nhập hộ gia đình trung bình sử dụng trung bình thay vì trung bình.
là thước đo tổng thu nhập sau thuế chia cho tổng số lao động làm việc. Trong bài viết này, mức lương trung bình được điều chỉnh cho chi phí sinh hoạt " cân bằng sức mua " (PPP).
Phân phối tiền lương là sai lệch; đa số mọi người kiếm được ít hơn mức lương trung bình. Đối với một biện pháp thay thế, thu nhập hộ gia đình trung bình sử dụng trung bình thay vì trung bình.
| Xếp hạng |
| -------- |
| 1        |
| 2        |
| 3        |
| 4        |
| 5        |
| 6        |
| 7        |
| 8        |
| 9        |
| 10       |
| 11       |
| 12       |
| 13       |
| 14       |
| 15       |
| 16       |
| 17       |
| 18       |
| 19       |
| 20       |
| 21       |
| 22       |
| 23       |
| 24       |
| 25       |
| 26       |
| 27       |
| 28       |
| 29       |
| 30       |
| 31       |
| 32       |
| 33       |
| 34       |
| 35       |

| Quốc gia      | PPP    | Trên danh nghĩa |
| ------------- | ------ | --------------- |
| Luxembourg    | 62,636 | 66,770          |
| Hoa Kỳ        | 60,154 | 60,154          |
| Thụy Sĩ       | 60,124 | 85,718          |
| Iceland       | 55,984 | 73,609          |
| Na Uy         | 53,643 | 63,122          |
| Hà Lan        | 52,833 | 51,669          |
| Đan Mạch      | 52,580 | 64,310          |
| Úc            | 52,063 | 59,538          |
| Ireland       | 51,681 | 56,787          |
| Bỉ            | 49,587 | 47,674          |
| Canada        | 48,403 | 48,688          |
| Áo            | 48,295 | 45,819          |
| Đức           | 46,389 | 42,369          |
| Pháp          | 42,992 | 40,718          |
| Liên hiệp Anh | 42,835 | 46,252          |
| Thụy Điển     | 42,816 | 46,804          |
| Phần Lan      | 42,127 | 45,584          |
| New Zealand   | 39,397 | 44,636          |
| Nhật Bản      | 39,113 | 39,089          |
| Tây Ban Nha   | 37,333 | 30,613          |
| Ý             | 35,397 | 32,205          |
| Slovenia      | 34,965 | 25,171          |
| Israel        | 34,023 | 38,942          |
| Hàn Quốc      | 32,399 | 29,125          |
| Estonia       | 28,621 | 15,726          |
| Chile         | 28,434 | 18,157          |
| Ba Lan        | 25,921 | 12,154          |
| Hy Lạp        | 25,124 | 19,189          |
| Bồ Đào Nha    | 24,529 | 18,333          |
| Séc           | 23,722 | 13,587          |
| Slovakia      | 23,508 | 13,934          |
| Litva         | 22,949 | 12,538          |
| Latvia        | 22,389 | 14,017          |
| Hungary       | 22,911 | 12,157          |
| México        | 19,311 | 9,812           |

## Số liệu thống kê UNECE
Tổng số ước tính tiền lương trung bình hàng tháng cho năm 2015 được tính bằng cách chuyển đổi số liệu tiền tệ quốc gia từ Cơ sở dữ liệu thống kê UNECE (Liên hiệp kinh tế châu Âu), được tổng hợp từ nguồn chính thức quốc gia và quốc tế (OECD, EUROSTAT, CIS). Tiền lương bằng đô la Mỹ được tính bởi Ban thư ký UNECE sử dụng tỷ giá hối đoái danh nghĩa.
Tổng mức lương trung bình hàng tháng bao gồm tổng tiền lương và tiền lương bằng tiền và hiện vật, trước khi khấu trừ thuế và trước khi đóng góp an sinh xã hội. Chúng bao gồm tiền lương và tiền lương, thù lao cho thời gian không làm việc, tiền thưởng và tiền thưởng do người sử dụng lao động trả cho nhân viên. Tiền lương bao gồm toàn bộ nền kinh tế và được thể hiện cho mỗi nhân viên tương đương toàn thời gian. 
| Quốc gia             | Trung bình thu nhập bình quân đầu người |
| -------------------- | --------------------------------------- |
| Thụy Sĩ              | $7,396                                  |
| Luxembourg           | $5,583                                  |
| Na Uy                | $5,418                                  |
| Đan Mạch             | $5,310                                  |
| Hoa Kỳ               | $4,893                                  |
| Úc                   | $4,700                                  |
| Ireland              | $4,379                                  |
| Hà Lan               | $4,289                                  |
| Canada               | $4,134                                  |
| Bỉ                   | $3,963                                  |
| Thụy Điển            | $3,849                                  |
| Phần Lan             | $3,781                                  |
| Áo                   | $3,761                                  |
| Đức                  | $3,478                                  |
| Liên hiệp Anh        | $3,461                                  |
| Pháp                 | $3,374                                  |
| Ý                    | $2,671                                  |
| Tây Ban Nha          | $2,541                                  |
| Israel               | $2,405                                  |
| Slovenia             | $2,052                                  |
| Hy Lạp               | $1,631                                  |
| Bồ Đào Nha           | $1,513                                  |
| Ba Lan               | $1,356                                  |
| Croatia              | $1,173                                  |
| Slovakia             | $1,138                                  |
| Séc                  | $1,065                                  |
| Hungary              | $1,063                                  |
| România              | $919                                    |
| Litva                | $914                                    |
| Bosna và Hercegovina | $801                                    |
| Trinidad và Tobago   | $736                                    |
| Bulgaria             | $627                                    |
| Belarus              | $422                                    |
| Armenia              | $386                                    |
| Albania              | $379                                    |

## Khác
Các quốc gia khác không được liệt kê ở trên:
Lebanon có mức lương trung bình hàng tháng là 600 đô la, với mức lương tối thiểu theo luật định là 400 đô la.